# Martin Krause (matemático)
Martin Krause (Wilknity, Prússia Oriental, 29 de junho de 1851 – Dresden, 2 de março de 1920) foi um matemático alemão.
Krause trabalhou com funções elípticas. Em 1909 foi presidente da Associação dos Matemáticos da Alemanha. Foi membro da Academia de Ciências da Saxônia.
Krause morreu em 1920 em Dresden e foi sepultado no Johannisfriedhof em Dresden.

## Obras
- Theorie der elliptischen Funktionen. Teubner, Leipzig 1912.
- Theorie der doppeltperiodischen Funktionen einer veränderlichen Größe. 2 Bände. Teubner, Leipzig 1895/1897.